# Poliodule xanthodelta
Poliodule xanthodelta är en fjärilsart som beskrevs av Oswald Beltram Lower 1897. Poliodule xanthodelta ingår i släktet Poliodule och familjen björnspinnare. Inga underarter finns listade i Catalogue of Life.